# Сементовский-Курилло, Митрофан Константинович
Митрофан Константинович Сементовский-Курилло (род. 14 декабря 1857 — ум. не ранее 1917) — подполковник в отставке, петербургский домовладелец, с 1884 по 1895 годы — владелец в Петербурге «Северной гостиницы», на Невском проспекте, сегодняшнее название гостиницы — «Октябрьская», с 1 января 1910 года — владелец ресторана «Донон».
«…Молодой красавец восточного типа… Высокий, с чёрными усами на длинном бледном лице…, энергично выполняющий свои обязанности полицеймейстера в Нижнем Новгороде», — так описывает М. К. Сементовского-Курилло писатель Борис Садовской в своих «Записках».

## Биография
Родился в городе Санкт-Петербурге в 1857 году. Православный.
- 1874 год (ориентировочно) — окончил обучение в кавалерийском училище, получил воинское звание корнет. В этом же году поступил на военную службу.
- 1879 год — опубликовал брошюру «Порча и разрушение кавалерией железнодорожных и телеграфных сообщений посредством динамита». Статья составлена согласно инструкции Главного штаба; Статья составлена в виде вопросов и ответов, для унтер-офицеров и рядовых кавалерии. — Санкт-Петербург: Тип. и лит. Д. И. Шементкина, 1879. В этом же году опубликовал «Сборник вопросов для проверки знания службы унтер-офицеров и рядовых кавалерии». — Санкт-Петербург: Тип. и лит. Д. И. Шеметкина, 1879.
- 1886 год — Сементовский-Курилло М. К., штаб-ротмистр, чин 8 класса, чин для поручений при начальнике главного штаба в главном штабе главного управления военного министерства Российской Империи.
- На 1888—1889 годы — ротмистр в главном штабе главного управления военного министерства, чин для поручений, 7 класса.
- 1889 год, 22 мая (или 24 августа) присвоен чин подполковника по армии кавалерии, командир отделения в бригаде пограничной стражи в Завихостске, Радомской губернии, Польша.
- С 1891 года — подполковник, начальник земских стрелков в городе Седлец (Седльце) в Варшавской губернии, он же полицмейстер.
- 1892 год — проживает в Санкт-Петербурге: переулок Кузнечный, дом 22.
- 1893 год — состоит в штате Санкт-Петербургской полиции. Подполковник по армии кавалерии, прикомандирован к Управлению Градоночальника, состоит в полицейском резерве градоначальства Санкт-Петербурга, проживает в переулке Кузнечном, дом 23; также владеет домами по адресам:
  - Гостиница «Северная», Невский проспект дом № 118;
  - Песковский переулок № 1;
  - Рождественская первая улица дом № 1;
  - Лиговская № 12.
- С января 1894 года — полицмейстер, начальник полиции Нижегородско-Муромского отделения Московского жандармского полицейского управления железных дорог, член комитета Дома трудолюбия Нижнего Новгорода, проживал в Нижнем Новгороде на Зеленском съезде в доме Фролова.
- С 1896 года — подполковник, Главное Интендантское управление, чиновник 7 класса по особым поручениям, проживает в Санкт-Петербурге: ул. Николаевская, дом 11.
- На 1898 год — Александропольский уездный начальник, Эриванской губернии (ныне город Гюмри, население уезда в 1897 году составляло 165 тысяч человек).
- 1903 год — владеет приютом Ольденбург, в Петербурге.
- С 1 января 1910 года — подполковник в отставке, дворянин, приобрёл право у французских граждан, Луизы и Карла Надерман, на содержание ресторана «Донон» в Петербурге, по адресу Мойка 24 (ресторан «Донон» был создан французами в 1870 году). В конце года перевёл ресторан на Английскую набережную, 36 (угол Благовещенской площади, ныне площадь Труда, 2; рядом с Николаевским мостом), «Донон» переместился на Благовещенскую площадь и стал называться «Старый Донон», а заведение на Мойке назвали «Новый Донон».
- 5 января 1911 года — вынужден был создать товарищество ресторана «Старый Донон», став председателем правления и главным акционером общества «Старый Донон».
- 1914—1917 годы — Первая мировая война и революции 1917 года отрицательно сказались на ведении дел М. К. Сементовского-Курилло.
- Умер не ранее 1917 года.

## Деятельность
- С 1884 по 1895 годы владелец и основатель одного из наиболее солиднейших в Петербурге учреждений — «Северной гостиницы», на Невском проспекте. На момент приобретения гостиница называлось «Знаменской». В 1892 году название гостиницы поменяли на «Большая Северная» (в советское время название гостиницы поменяли на «Октябрьская», которое сохранилось и по сегодняшнее время. В ведении дел по гостинице принимают активное участие его жена, отец (Сементовский-Курилло Константин Максимович) и мать (Сементовская-Курилло Анна Ильинична), обеспечивая организационную, юридическую и финансовую поддержку. При гостинице действовал весьма солидный ресторан. В период владения гостиницей Митрофан Константинович проводит ряд строительных работ по поддержанию и улучшению этого солидного здания.
- «С 1 января 1910 года Митрофан Константинович владелец первоклассного петербургского ресторана „Донон“ в Петербурге, по адресу Мойка 24, но он после проведённой оценки, переводит ресторан на Английскую набережную в роскошный, у Николаевского моста, дом, дворец, много лет служивший пребыванием для турецкого посольства и даёт ресторану новое название — „Старый Донон“. Получилось редкое сочетание замечательного по красоте помещения со старинной стенной обстановкой „Старого Донона“, с его ценной бронзой и картинами подлинных Сверчкова, Вувермана и др. известных и дорогих теперь мастеров кисти. Прекрасным дополнением к старинному „дому“ ресторана является старое столовое серебро и его знаменитый погреб вин, в котором имеются бургондские ещё запаса 1847—1869 годов, а также и старые бордосские и белые, и красные вина 1850 года.»

"Показателем начинающегося нового размаха ведения дела «Старого Донона» может служить то, что с 4 января 1911 года предприятие преобразовалось в акционерное общество под той же фирмой с основным капиталом в 400 000 руб. Во главе нового акционерного предприятия стал собственник фирмы «Старый Донон» и учредитель Общества — М. К. Сементовский-Курилло."
- С 1911 по 1913 годы — Сементовский владелец Крестовского увеселительного учреждения в Петербурге — «Крестовский увеселительный сад на Крестовском острове, это излюбленное горожанами место летнего отдыха и воскресных прогулок».

## Награды
- 1887 год — Орден Святого Станислава 3 степени.
- 1887 год — знак Общества спасения на водах.
- 1893 год — Орден Святой Анны 3 степени.

### Иностранные
- 1886 год — Орден Железной короны 3 степени (Австро-Венгрия).
- 1889 год — Орден Таковского креста 3 степени (Сербия).
- 1892 год — Орден Льва и Солнца 3 степени (Персия).

## Семья
- Отец — Константин Максимович Сементовский-Курилло, действительный статский советник, производитель дел Комиссии Прошений Его Величества, писатель, историк, краевед, этнограф, фольклорист.
- Мать — Сементовская-Курилло Анна Ильинична, урожденная Алфераки.
- Брат — Дмитрий Константинович Сементовский-Курилло, действительный статский советник, российский дипломат, директор Первого (Азиатского) департамента МИД, посланник в Болгарии.
- Жена — Елизавета Дмитриевна Сементовская-Курилло, 1863 года рождения (ориентировочно), православная, относится к купечеству 2-й гильдии с 1887 года.
- Сын — Николай Митрофанович Сементовский-Курило, российско-украинский, итальянский, немецкий писатель, журналист, редактор и астролог. Николай Сементовский-Курило родился в 1901 году, недалеко от Полтавы, в Российской империи — умер в 1979 году в Гейдельберге (Германия).